# Herbert-Mayr-Park

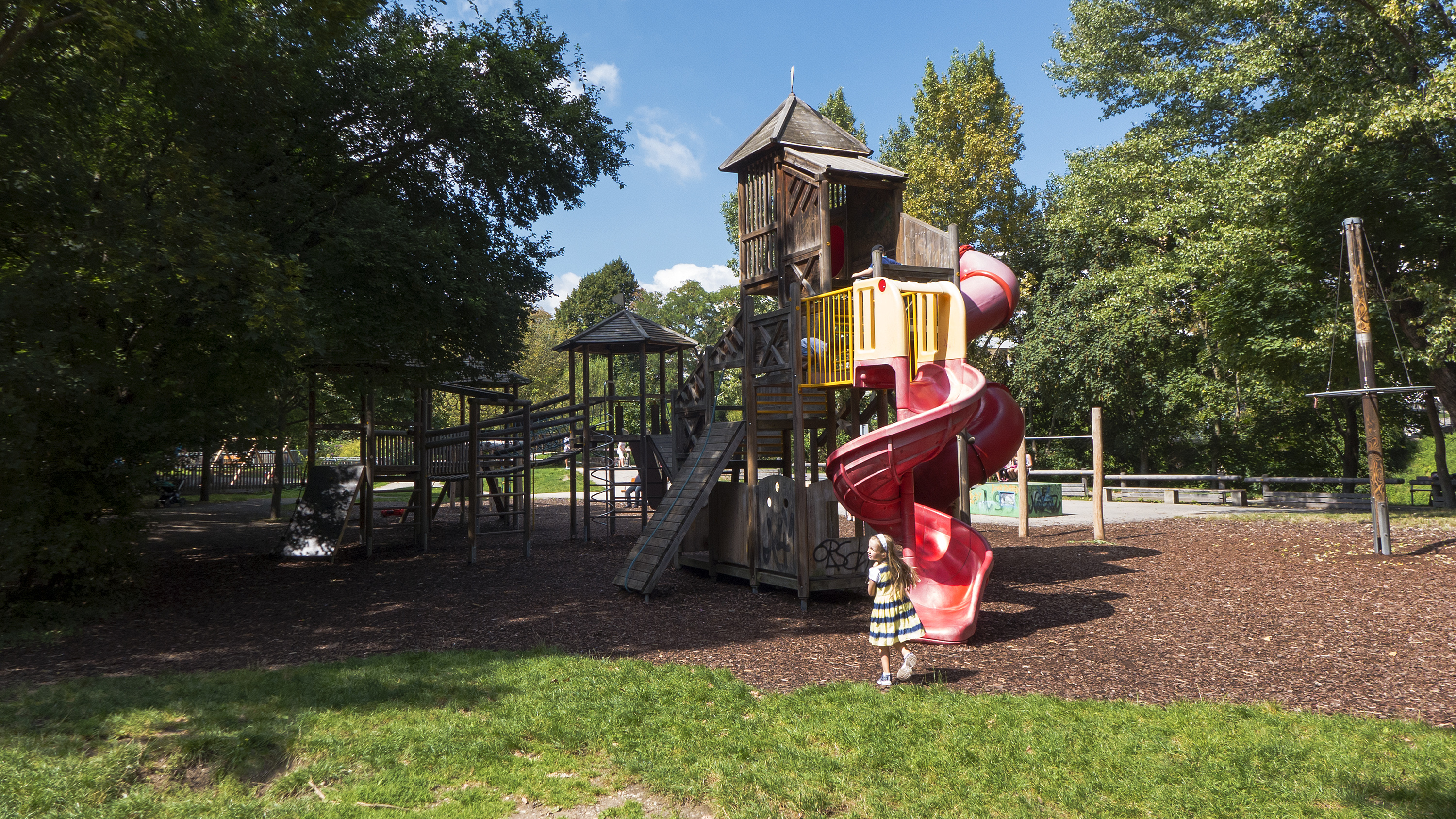
Herbert-Mayr-Park (2016)

Der Herbert-Mayr-Park ist ein Wiener Park im 23. Bezirk, Liesing.

## Beschreibung

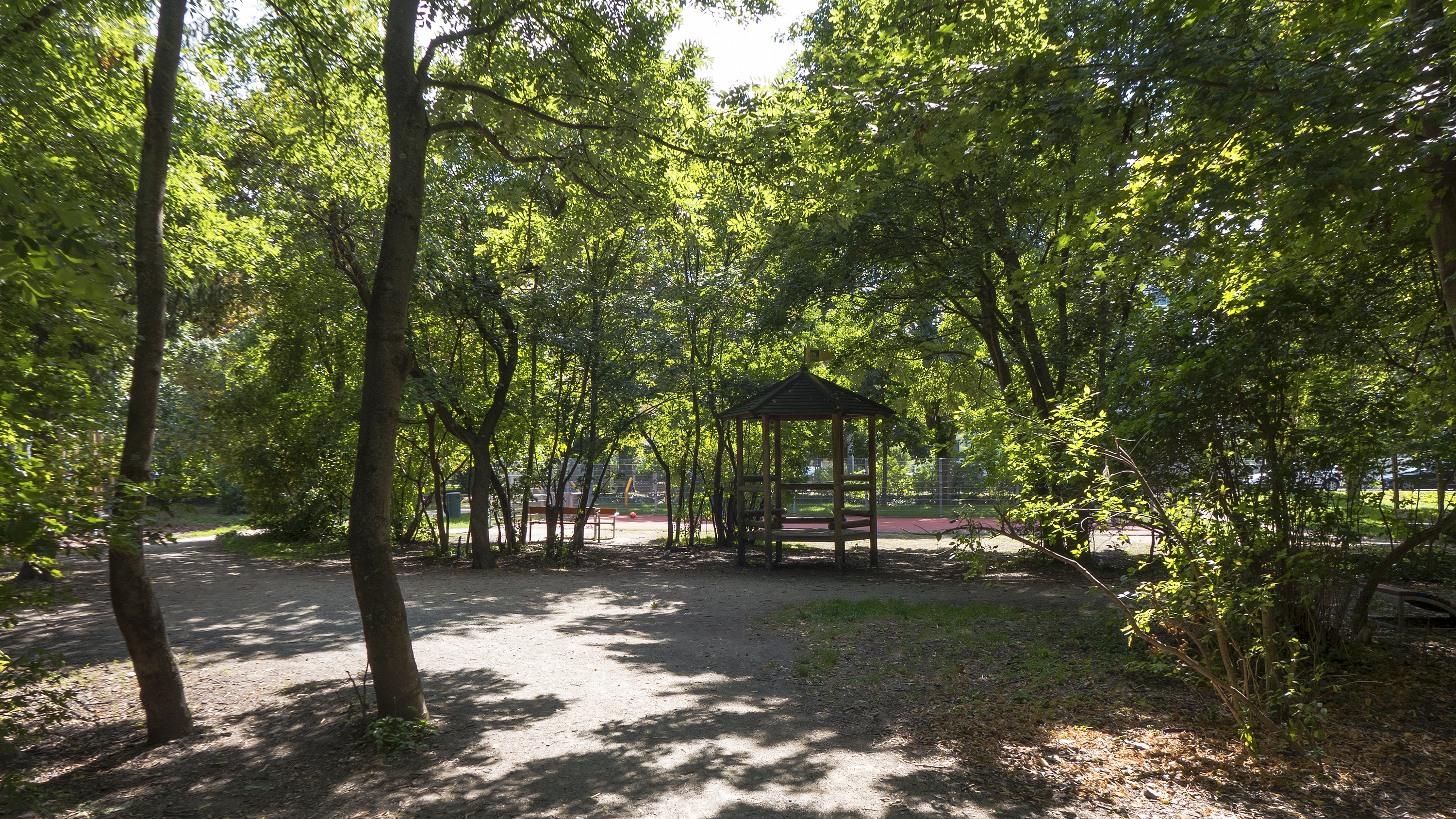
Baumbestand im Herbert-Mayr-Park (2016)

Der Herbert-Mayr-Park ist ein ca. 14.000 m² großer Park in Liesing. Er liegt zwischen der Liesing, Fabergasse, Haeckelstraße und unterer Aquäduktgasse. Neben dem üppigen, waldartigen Baumbestand und der unmittelbaren Nähe zum Naherholungsgebiet um die Liesing verfügt der Park über Kleinkinder-, Kinder- und Jugendspielplätze, Fußballplatz, Skatepark, Seilbahn, Sandspielplatz, Trinkbrunnen, eingezäunte Hundezone und eine saisonale Betreuung durch die Kinderfreunde Wien. 

## Geschichte
Der Herbert-Mayr-Park wurde nach dem sozialdemokratischen Landtagsabgeordneten Herbert Mayr (1909–1984) benannt.